# Gais 1975
Fotbollsklubben Gais spelade säsongen 1975 i allsvenskan, där man slutade näst sist och åkte ur serien.
Gais deltog inte i svenska cupen 1975/1976, men hade efter fjolårets allsvenska fjärdeplats kvalificerat sig för Uefacupen 1975/1976, där man åkte ut mot polska Śląsk Wrocław i första omgången.

## Inför säsongen

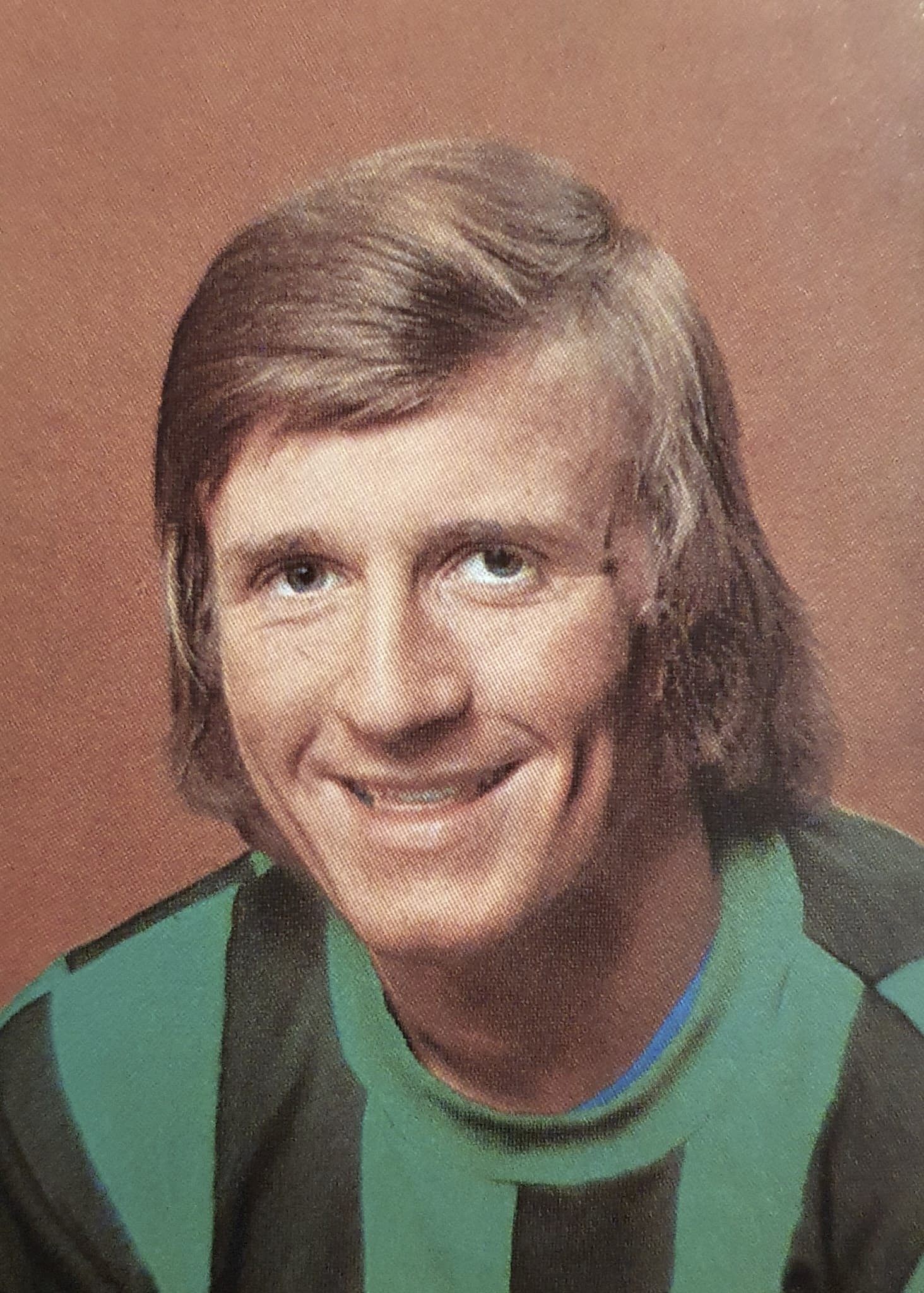
Kenneth Wessberg var skadad i säsongsinledningen, men kunde ändå spela 23 av 26 matcher.

Efter fjolårets fina fjärdeplats hoppades Gais kunna ta ytterligare steg framåt. Visserligen hade man förlorat Benny Apell till BK Häcken och Conny Aldorsson till Norrby IF, och en formsvag Jan Olsson hade redan under hösten 1974 gjort klart med Örgryte IS, men man hade förstärkt truppen med Mikael Berthagen från Östers IF, Leif Larsson från Häcken och Leif Johansson från Västra Frölunda. Emellertid var Gais även skadedrabbat: Sten Pålsson, Tommy Andersson och Kjell Uppling var borta hela våren, och även Björn Gustavsson och Kenneth Wessberg drogs med skador. Dessutom var tränaren Vilmos Varszegi sjuk under en stor del av försäsongen.
På Valhalla IP hade man lagt konstgräs, så samtliga allianslag kunde försäsongsträna på en snabb plastmatta i stället för på frusna grusplaner. I genrepet mot storsatsande allianskollegan IFK Göteborg vann Gais med 3–0 på Valhallas konstgräs inför nästan 3 000 åskådare, och det såg ljust ut inför seriestarten.

## Allsvenskan
I premiären på Ullevi, mot Halmstads BK, hade Gais fyra debutanter i startelvan – Mikael Johansson, Leif Larsson, Leif Johansson och Jan-Olof Edlind – och trots bra spel lyckades Gais inte spräcka gästernas nolla utan förlorade med 0–1, efter en kavalkad av stolp- och ribbträffar. Därefter gick det bara sämre och sämre: efter sju matcher hade Gais bara tagit tre poäng efter 2–1 mot AIK och 0–0 mot Landskrona BoIS. I hemmamatchen mot Hammarby IF lyckades man vinna med 3–1 efter två mål i slutminuterna, och i derbyt mot nyuppflyttade Örgryte IS lyckades man vinna med 2–1. Glädjen skulle dock inte vara; de efterföljande fyra matcherna slutade med 0–10 i målskillnad, och Gais parkerade till sommaruppehållet på nedflyttningsplats.
Under sommaruppehållet deltog Gais i Tipscupen, där man mötte Bohemians ČKD Praha (Tjeckoslovakien), BSC Young Boys (Schweiz) och 1. FC Kaiserslautern (Västtyskland). Dessutom höll föreningen tillsammans med BK Häcken den allra första upplagan av ungdomsturneringen Gothia Cup på Heden. 4 000 spelare från sju länder deltog, och Gais pojklag födda 1961, med spelare som Morgan Lagemyr och Håkan Lindman, vann sin åldersklass och fick pris av "Abben" Olsson.

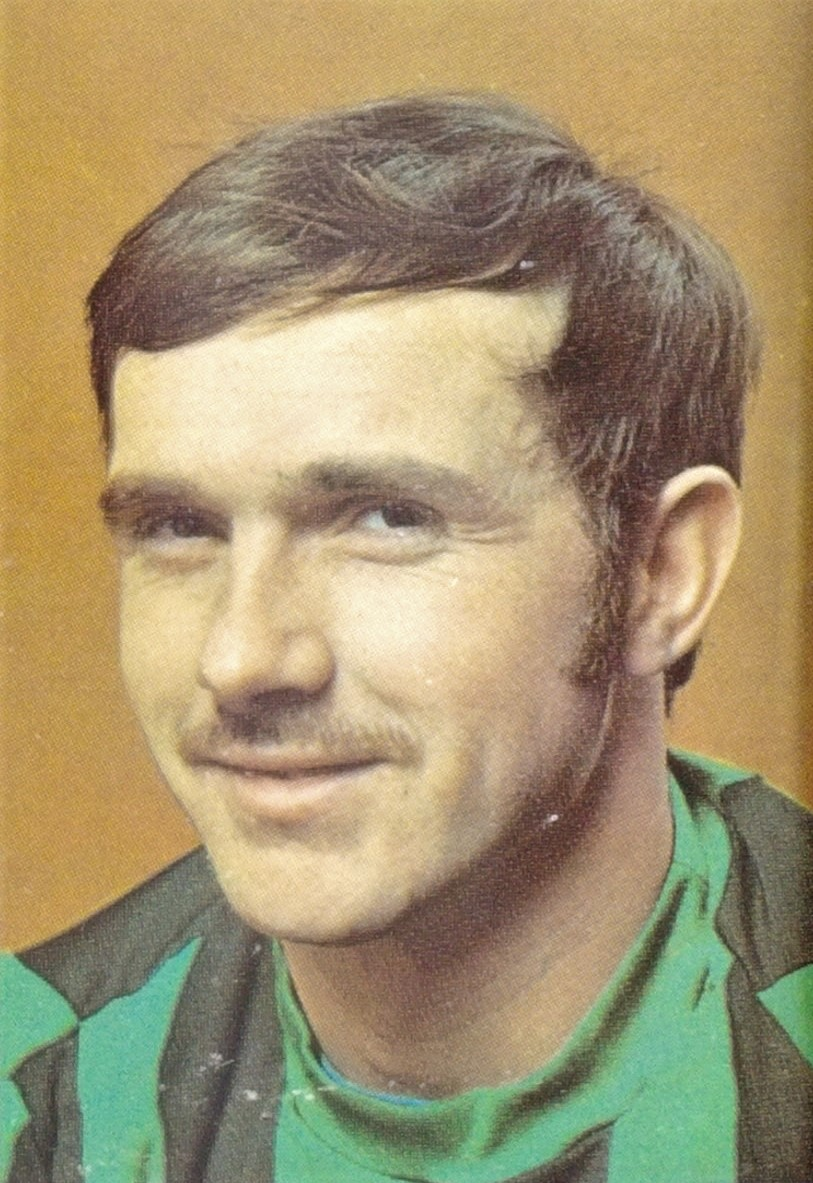
Efter sommaruppehållet var Sten Pålsson tillbaka i spel efter skada.

Efter svagt spel under våren tycktes Gais till höstsäsongen ta sig i kragen. Direkt efter uppehållet tog man nio poäng på nio matcher och spelade som ett typiskt mittenlag som varvade svagare insatser med bättre spel. De skadade Pålsson, Uppling och Tommy Andersson var åter i spel, och med Pålsson tillbaka började Hasse Johansson göra mål igen.
I den 23:e omgången skulle seriesuveränen Malmö FF åka till Göteborg och säkra guldet, men Gais ville annat och vann med 2–0 efter att ha gjort en stormatch där Kenneth Wessberg utraderade Bosse Larsson, Tommy Andersson plockade bort Staffan Tapper och Thomas Bloom briljerade med snygga passningar. Leif Larsson låg bakom båda Gaismålen. Efter denna match verkade det allsvenska kontraktet klart: Gais hade tre poäng ner till strecket med tre omgångar kvar, och skulle möta två av bottenlagen. Men först gjorde man en plattmatch mot Halmstad, som vann med 1–0 efter att Rutger Backe gjort mål på straffretur med en kvart kvar, och sedan förlorade man mot IF Elfsborg med 2–1.
Inför den sista omgången slogs Halmstad, Örgryte och Gais om att undvika nedflyttning. Samtliga lagen hade 19 poäng, och det var ett skakat Gais som mötte AIK. Då andra halvlek var 20 minuter gammal och Gais hade 1–1 samtidigt som Malmö just hade gjort 3–2 mot Halmstad skedde det otänkbara. Kjell Uppling tittade upp mot resultattavlan och jublade över Malmös ledningsmål, som innebar att Gais var över strecket, då AIK:s Crister Andersson slog ett mediokert skott som den ouppmärksamme Uppling tappade in. Efter baklängesmålet satsade Gais allt framåt, men AIK kunde i stället göra 3–1 och Gais åkte ur allsvenskan.

### Tabell
| Nr | Lag               | S  | V  | O  | F  | GM | IM | MS  | P  |
| -- | ----------------- | -- | -- | -- | -- | -- | -- | --- | -- |
| 1  | Malmö FF (RM)     | 26 | 18 | 6  | 2  | 53 | 17 | +36 | 42 |
| 2  | Östers IF         | 26 | 16 | 5  | 5  | 66 | 26 | +40 | 37 |
| 3  | Djurgårdens IF    | 26 | 13 | 8  | 5  | 36 | 25 | +11 | 34 |
| 4  | Landskrona BoIS   | 26 | 9  | 12 | 5  | 32 | 32 | 0   | 30 |
| 5  | AIK               | 26 | 12 | 5  | 9  | 43 | 30 | +13 | 29 |
| 6  | Åtvidabergs FF    | 26 | 10 | 6  | 10 | 31 | 39 | −8  | 26 |
| 7  | Örebro SK         | 26 | 8  | 9  | 9  | 34 | 35 | −1  | 25 |
| 8  | IFK Norrköping    | 26 | 8  | 7  | 11 | 44 | 49 | −5  | 23 |
| 9  | IF Elfsborg       | 26 | 8  | 7  | 11 | 35 | 45 | −10 | 23 |
| 10 | Hammarby IF       | 26 | 8  | 6  | 12 | 39 | 44 | −5  | 22 |
| 11 | Örgryte IS (U)    | 26 | 7  | 7  | 12 | 31 | 42 | −11 | 21 |
| 12 | Halmstads BK      | 26 | 5  | 9  | 12 | 28 | 36 | −8  | 19 |
| 13 | Gais              | 26 | 6  | 7  | 13 | 24 | 41 | −17 | 19 |
| 14 | GIF Sundsvall (U) | 26 | 4  | 6  | 16 | 21 | 56 | −35 | 14 |

### Seriematcher
| Lag             | Hemma | Borta |
| --------------- | ----- | ----- |
| Malmö FF        | 2–0   | 0–2   |
| Östers IF       | 0–2   | 1–1   |
| Djurgårdens IF  | 1–2   | 0–4   |
| Landskrona BoIS | 3–1   | 0–0   |
| AIK             | 2–1   | 1–3   |
| Åtvidabergs FF  | 0–1   | 2–2   |
| Örebro SK       | 0–4   | 1–1   |
| IFK Norrköping  | 1–1   | 0–4   |
| IF Elfsborg     | 1–2   | 1–2   |
| Hammarby IF     | 3–1   | 1–3   |
| Örgryte IS      | 1–1   | 2–1   |
| Halmstads BK    | 0–1   | 0–1   |
| GIF Sundsvall   | 1–0   | 0–0   |

### Spelarstatistik

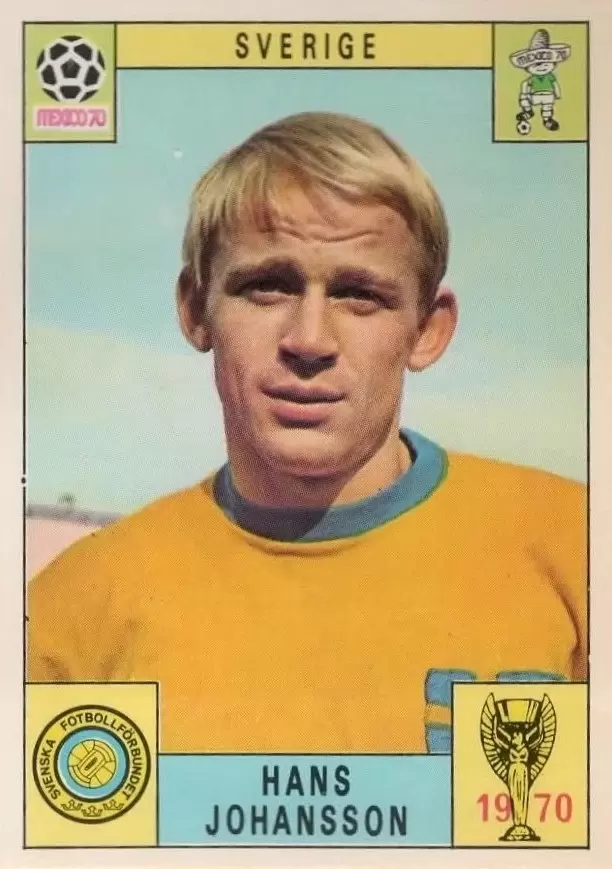
Hasse Johansson blev intern skyttekung i Gais med 10 mål.

| Namn                 | Matcher | Mål |
| -------------------- | ------- | --- |
| Thomas Bloom         | 26      | 1   |
| Osborn Larsson       | 26      |     |
| Sune Persson         | 26      |     |
| Hans Johansson       | 25      | 10  |
| Mikael Johansson     | 24      |     |
| Eine Fredriksson     | 23      | 6   |
| Kenneth Wessberg     | 23      | 3   |
| Glenn Sevestedt (mv) | 19      |     |
| Leif Johansson       | 18      | 2   |
| Mikael Berthagen     | 17      |     |
| Nils Norlander       | 17      |     |
| Sten Pålsson         | 16      | 1   |
| Roger Gustafsson     | 13      | 1   |
| Leif Larsson         | 11      |     |
| Tommy Andersson      | 7       |     |
| Björn Gustavsson     | 7       |     |
| Kjell Uppling (mv)   | 7       |     |
| Jan-Olof Edlind      | 4       |     |
| Eive Sandberg        | 2       |     |

## Uefacupen
Gais hade genom sin fjärdeplats i allsvenskan 1974 kvalificerat sig för Uefacupen 1975/1976, där man ställdes mot polska Śląsk Wrocław. Mitt under brinnande bottenstrid skulle Gais således under hösten 1975 debutera i Uefacupsammanhang. I den första matchen, den 17 september, vann man hemma med 2–1 efter två mål av Sten Pålsson, som var bäst på plan, men i returen den 1 oktober tappade man 2–3, vilket i och med bortamålsregeln hade räckt till avancemang, till 2–4 i slutminuterna och förlorade därmed dubbelmötet. Tränare Varszegi blev rasande på den grekiske domaren och visades upp på läktaren. Hasse Johansson gjorde Gais båda mål i returen.
| 1     | 17 september 1975 | Gais                        | 2 – 1                      | Śląsk Wrocław         | Ullevi                                    |                                           |
| 19:00 | 19:00             | Sten Pålsson 9′, 85′ (str.) | (1 – 0) Uefa Transfermarkt | 82′ Jozef Kwiatkowski | Göteborg Publik: 1 778 Domare: Gordon Kew | Göteborg Publik: 1 778 Domare: Gordon Kew |
| 19:00 | 19:00             |                             |                            |                       | Göteborg Publik: 1 778 Domare: Gordon Kew | Göteborg Publik: 1 778 Domare: Gordon Kew |
| 19:00 | 19:00             |                             |                            |                       | Göteborg Publik: 1 778 Domare: Gordon Kew | Göteborg Publik: 1 778 Domare: Gordon Kew |

| 1     | 1 oktober 1975 | Śląsk Wrocław                                    | 4 – 2                      | Gais                    | Stadion Olimpijski                               |                                                  |
| 17:00 | 17:00          | Janusz Sybis 23′, 41′, 73′ Tadeusz Pawlowski 85′ | (2 – 1) Uefa Transfermarkt | 14′, 80′ Hans Johansson | Wrocław Publik: 15 000 Domare: Nikolaos Zlatanos | Wrocław Publik: 15 000 Domare: Nikolaos Zlatanos |
| 17:00 | 17:00          |                                                  |                            |                         | Wrocław Publik: 15 000 Domare: Nikolaos Zlatanos | Wrocław Publik: 15 000 Domare: Nikolaos Zlatanos |
| 17:00 | 17:00          |                                                  |                            |                         | Wrocław Publik: 15 000 Domare: Nikolaos Zlatanos | Wrocław Publik: 15 000 Domare: Nikolaos Zlatanos |